# Baté, Somogy
Baté  este un sat în districtul Kaposvár, județul Somogy, Ungaria, având o populație de 859 de locuitori (2011). 

## Demografie
Componența etnică a satului Baté
     Maghiari (91,94%)
     Romi (6,39%)
     Necunoscut (0,69%)
     Germani (0,97%)
     Alții (0,69%)
Componența confesională a satului Baté
     Romano-catolici (55,41%)
     Fără religie (8,38%)
     Reformați (2,33%)
     Necunoscută (33,06%)
     Alte religii (1,75%)
Conform recensământului din 2011, satul Baté avea 859 de locuitori. Din punct de vedere etnic, majoritatea locuitorilor (91,94%) erau maghiari, cu o minoritate de romi (6,39%). Apartenența etnică nu este cunoscută în cazul a 0,69% din locuitori.  Din punct de vedere confesional, majoritatea locuitorilor (55,41%) erau romano-catolici, existând și minorități de persoane fără religie (8,38%) și reformați (2,33%). Pentru 33,06% din locuitori nu este cunoscută apartenența confesională.